# Тодор Балина
Тодор Балина е български болярин от Никопол, „първи благородник" на Никополския санджак в Османската империя. Той е един от ръководителите на Първото търновско въстание против османското владичество през 1598 г.

## Произход
Родовото име на Тодор Балина напомня за българския болярин Балин, живял през XIII век, чието име се чете върху няколко сребърни съда, намерени именно в Никопол. През 1469 г. при пренасянето на мощите на св. Иван Рилски от Търново през Никопол и София в Рилския манастир се съобщава за авторитетния никополски първенец жупан Богдан, комуто Тодор Балина е вероятен потомък.

## Биография
Дубровничанинът Павел Джорджич в свой мемоар до Рудолф II съобщава за предстояща аудиенция на Тодор Балина в австрийския двор през 1597 г.:
| „ | Госпо̀дин Тодор Балина е пръв благородник в Никополския санджак, който се ползва с голямо влияние сред християните от тая страна поради благородния си произход и своето достойнство. Нека Ваше Императорско Величество ... вземете под внимание и идването на г-на Теодор, който заради християнския свят и за освобождаването на своето отечество е оставил жена, синове, дъщери, братя и роднини; и това никак не е сторил за своя нужда или необходимост, защото, ако се касае за почести, той имаше в отечеството си, колкото искаше; беят и кадията на Никопол толкова го обичаха, щото гледаха чрез неговите очи. А що се отнася до охолността в поминъка, той има предостатъчно и за себе си, и за да поддържа други; | “ |

Според летописите на Джорджич преди тази аудиенция до Тодор Балина достигат писма за подкрепа от канцелариите на трансилванския княз и папския нунций в Седмоградско, а вероятно и от австрийския император в лицето на неговия пратеник Джовани Марини ди Поло. Тодор Балина запознава с тези писма митрополита на Търново Дионисий Рали и подчинените му четирима владици - Йеремия на Русе, Спиридон в Шумен, Теофан в Ловеч и Методий в Рома̀ния, вероятно Пловдивската епархия. Според източника дванадесет търновски свещеници и осемнадесет миряни от първенците и видните граждани полагат клетва пред Евангелието, че ще работят за въстание с помощта, която ще им се даде от християнските владетели. Съзаклятниците изпращат Теодор Балина в Трансилвания в двора на Сигизмунд Батори, като преди това в продължение на двадесет и един дни той разпространява заверата сред християнските селища, особено сред дервентджийските. Посещава и Никопол, където заклева двадесет и трима свещеници и четиридесет други първенци миряни. Тодор Балина, Дионисий Рали и Павел Джорджич вероятно получават посочената аудиенция от Рудолф II през 1597 г. в Прага.
Сигнал за начало на въстанието дава нахлуването на войводата на Влашко Михай Витязул при Никопол на 10 септември 1598 г. Бунтовниците провъзгласяват един неизвестен потомък на династията на Шишмановци за търновски цар под името Шишман III. Нов прочит на различни археологически и писмени данни показа, че най-вероятно става дума именно за Тодор Балина, който претендирал, че е потомък на средновековните български царе.
След потушаването на въстанието Тодор Балина бяга в Русия, където следите му се губят.